# 東夢
東夢（とうむ）は、山梨県甲州市にあるファームワイナリーである。名称は、東電OBが中心になり耕作放棄地を開墾し、ワイナリー建設が夢だったことから名付けられた。東日本大震災の復興支援で福島県二本松市のワイナリー設立とワイン醸造の技術指導もしている。

## 概要

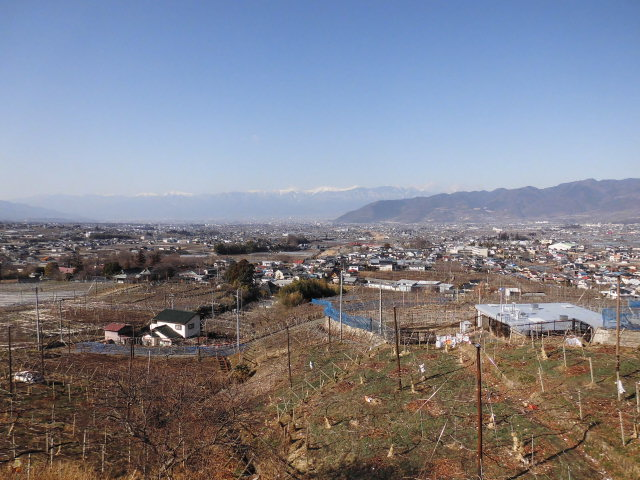
東夢ワイナリー葡萄園と南アルプスの眺望2014.1.31

勝沼の鳥居平（とりいびら）は、標高600mの南西斜面に広がる日当たりと水はけが良い土地で、ブドウ栽培には非常に適した環境にあり、品質の良いぶどうが生産されることで知られている。また、一面に広がるぶどう畑は、美しい農村景観をつくり出しており、ぶどうの生産のみならず地域の貴重な財産となっている。こうした恵まれた環境のもと、平成14年から鳥居平地区の耕作放棄地90aを借り入れ、ワイン用ぶどうを年間約2t生産している。栽培品種は赤ワイン用で、カベルネ・ソーヴィニヨン、メルロー、ピノ・ノワールの3種を20aずつ垣根栽培、アジロンを10a、自ワイン用で甲州種20aを平棚で栽培しており、鳥居平地区の優良な土地と相成って、高品質なワイン用ぶどうを生産している。この他、赤ワイン用ぶどうと甲州種等の自ワイン用ぶどうを地元農家から年間約13t買い入れ、自社生産と合わせて15tのワイン用ぶどうを使い年間1万3千本のワインと、4千本の葡蘭酎（ぶらんちゅう）を製造している。

## 主な銘柄

### 赤
- 鳥居平三姉妹
- 鳥居平の夢
- 勝沼の衆（ひと）
- ビジュノワール
- かなめ
- 勝沼貴婦人
- アジロン
- 3595（鳥居平地区：勝沼町勝沼3595番地）

### 白
- 河原の甲州かざま
- 勝沼貴婦人
- 勝沼の丘
- もてなし

### ゆず
- ゆずわいん

### 焼酎
- 葡蘭酎（ぶらんちゅう）

### ジュース
- 勝沼産デラウェアぶどう
- 勝沼産アジロンぶどう
- 勝沼産マスカットベリーA
- 勝沼産甲州種ぶどう
- 高級マスカットジュース（勝沼産瀬戸ジャイアンツぶどう）

### 提携ワイナリー
- ふくしま農家の夢ワイン株式会社（福島県二本松市）[6][7][8][9][10][11]

## 沿革
- 2002年（平成14年）- 耕作放棄地（鳥居平地区）の開墾作業を始める。
- 2004年（平成16年）- ブドウの初収穫。
  - 12月1日、株式会社東夢を設立。
- 2005年（平成17年）- 委託醸造で、オリジナルワインを製造。
  - 葡蘭酎（ぶらんちゅう）を製造。
- 2007年（平成19年）- 自社ワイナリーを建造。
  - 第35回毎日農業記録賞を受賞。[12]
- 2008年（平成20年）- 「鳥居平の夢」「鳥居平の3595」を発売。
- 2010年（平成22年）- 10月、『クラブ・ロシナンテス』が発足。[13][14]
- 2011年（平成23年）- 7月、『鳥居平ワイン倶楽部』が発足。[15][16]
- 2012年（平成24年）- 10月31日、関東農政局より農村漁村6次産業化対策事業（6次産業化推進整備事業）の認定を受ける（山梨県産ブドウを活用したレスベラトロール高含有の新商品の開発と販売）
  - 実施期間：2012年（平成24年）11月1日～ 2016年（平成28年）11月30日

## アクセス
- 中央本線勝沼ぶどう郷駅より、約3.1km。甲州市市民バスで約20分。[17]
- 中央自動車道勝沼インターチェンジより、2.8km約6分。[18]